# Matthew Porretta
Matthew Charles Porretta (ur. 29 maja 1965 roku w Darien, w stanie Connecticut) – amerykański aktor telewizyjny i filmowy. 
Syn śpiewaka operowego Franka Porretty II i piosenkarki/Miss Ohio '56 Roberty Palmer, uczęszczał do Manhattan School of Music. Debiutował na dużym ekranie rolą Willa Scarleta O'Hary w parodii wcześniej powstałych filmów opowiadających legendę Robina Hooda Mela Brooksa Robin Hood: Faceci w rajtuzach (Robin Hood: Men in Tights, 1993) u boku Cary’ego Elwesa i Patricka Stewarta. Wystąpił w serialach: Klasa '96 (Class of '96, 1993) z Jasonem Gedrickiem, NBC Plaż Południa (South Beach, 1993), operze mydlanej Beverly Hills 90210 (1993) i sitcomie NBC Skrzydła (Wings, 1996).
W 1994 roku wystąpił na Broadwayu w sztuce Pasja (Passion). Zagrał postać Robina Hooda w serialu Warner Bros. Nowe przygody Robin Hooda (The New Adventures of Robin Hood, 1996–1998). Pojawił się także w serialach CBS: Bez śladu (Without a Trace, 2004) i CSI: Kryminalne zagadki Nowego Jorku (CSI: NY, 2005).
W 2010 roku użyczył głosu w grze komputerowej Alan Wake, gdzie dubbingował postać tytułowego bohatera.